# Graceland
För andra betydelser, se Graceland (olika betydelser).

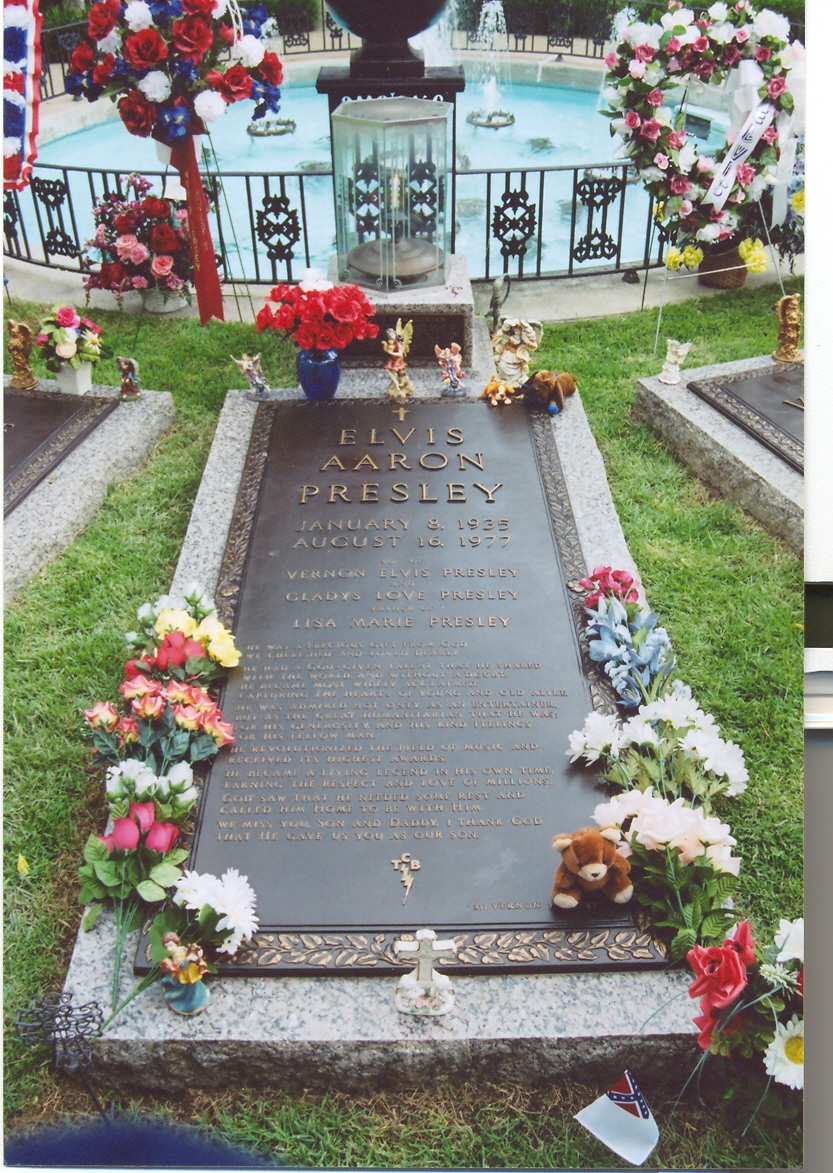
Elvis grav.

Graceland är ett hus beläget söder om centrum i Memphis, Tennessee, USA. Huset var Elvis Presleys hem. Han flyttade från sin gamla lägenhet efter att hans grannar hade klagat på alla fans som höll till utanför lägenheten dygnet runt. Graceland byggdes runt 1939 och har tjugotre rum, inklusive åtta sovrum och badrum. Tidigare ägaren hette Grace Toof och det var hon som namngav huset. Elvis Presley köpte huset för 100 000 dollar och lade sedan ner mycket tid och pengar på renovering. Han bodde på Graceland i tjugo år, 1957–1977, och begravdes utanför huset i en minneslund tillsammans med sina släktingar.

## Museum
Graceland öppnades för allmänheten som ett museum den 7 juni 1982. Platsen listades i National Register of Historic Places den 7 november 1991, och blev den första plats som erkändes för sin betydelse relaterad till rock and roll. Graceland förklarades som National Register of Historic Places den 27 mars 2006, också det första för en sådan plats. Graceland är det mest besökta privatägda hemmet i USA och lockar mer än 650 000 besökare årligen. Det konkurrerar i antal besökare med sådana offentliga attraktioner som Hearst Castle, som nu drivs som en Kaliforniens delstatspark, och Vita huset, hem och kontor för USA:s president i huvudstaden.

## Arkitektur och ombyggnation
Huset är byggt av kalksten och består av tjugotre rum. Entrén utmärks av fyra "Temple of the Winds-kolonner" och två stora lejonstatyer. Efter att Presley köpt fastigheten gjordes omfattande ombyggnationer för att passa hans behov och smak. Bland annat byggdes en stenmur (eller rättare sagt en Fieldstonemur), en swimmingpool, ett inomhus-vattenfall och en racketbollplan. Vattenfallet placerades i det berömda "Jungle Room", och det var där som Presley spelade in merparten av sina sista två album, From Elvis Presley Boulevard, Memphis, Tennessee och Moody Blue.

## Historia
Graceland Farms ägdes ursprungligen av Stephen C. Toof, grundare av S.C. Toof & Co., det äldsta kommersiella tryckeriet i Memphis. Han arbetade tidigare som pressrumsförman för tidningen Memphis Daily Appeal. "Grunden" (innan herrgården byggdes 1939) döptes efter Toofs dotter, Grace. Hon ärvde gården/fastigheten efter sin far 1894. Efter hennes död överläts egendomen till hennes systerdotter Ruth Moore. Tillsammans med sin man, Thomas Moore, beställde Ruth Moore byggandet av en 953,7 kvadratmeters herrgård i Colonial Reviva]-stil 1939. Huset ritades av arkitekterna Furbringer och Ehrman.

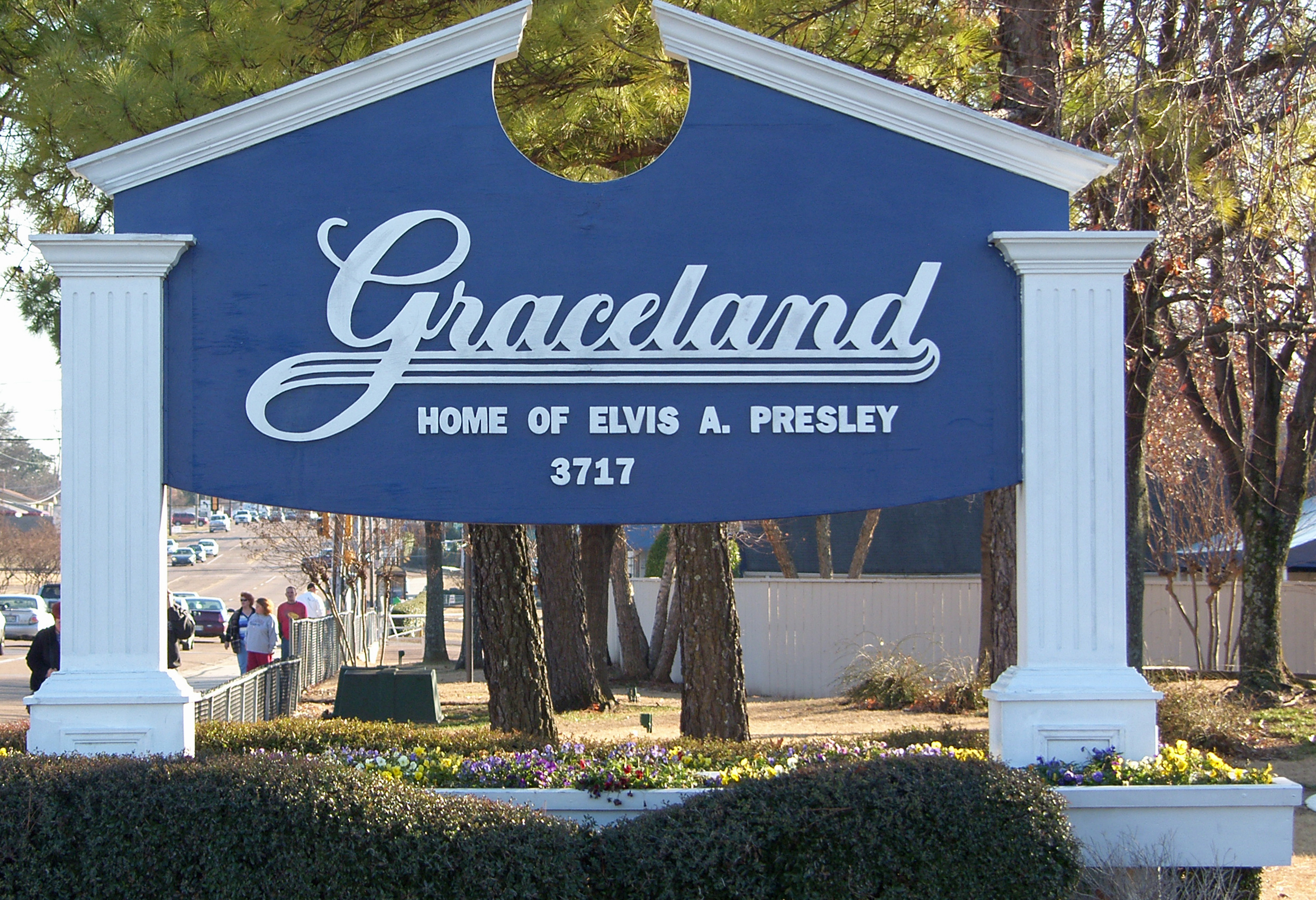
Gracelands huvudentréskylt

Senare samma år bjöd Presley in Richard Williams och sångaren Buzz Cason till huset. Cason sade: "Vi fortsatte att clowna runt på verandan, visa våra bästa rock'n'roll-poser och ta bilder med den lilla kameran. Vi kikade in i de ännu inte gardinförsedda fönstren och fick en kick av de pastellfärgade väggarna i de främre rummen med nyanser av rosa och lila som Elvis med all säkerhet hade valt ut." Presley tyckte om att säga att den amerikanska regeringen hade föreslagit ett besök på Graceland av Nikita Chrusjtjov från Sovjetunionen, "för att se hur i Amerika en man kan börja med två tomma händer och, du vet, göra något bra."